# Romex
Romex – brydżowy system licytacyjny opracowany przez meksykańskiego eksperta George'a Rosenkranza.  W odróżnieniu od większości popularnych systemów Romex używa nie tylko metody punktów honorowych do określania siły ręki, w systemie często używa się także "metody lew przegrywających".  Inną unikalną cechą Romexu jest to, iż otwarcie 1BA nie pokazuje koniecznie ręki zrównoważonej.  Otwarcia w tym systemie wyglądają następująco:
```
1♣/
♦
 12-18
PH
 Przynajmniej 3 karty bez starszej piątki
1
♦
/♠ 12-18PH 5+ kierów/pików
1BA  19-20PH 
Dynamiczne 1BA
 Układ zrównoważony z 6+ kontrolami (A = 2, K = 1)
     18-21PH Układ niezrównoważony, 6+ kontroli i 4-5
LP

2♣   23-24PH Układ zrównoważony, 8 kontroli
     29-20PH Układ niezrównoważony, 11 kontroli
             Najwyżej 3LP jeżeli ręka jest oparta na kolorze starszym, najwyżej 2LP jeżeli ręka
             jest oparta na treflach (ręce z karami otwieramy poprzez 2
♦
)
2
♦
   21-22PH 
2
♦
 Meksykańskie
 Układ zrównoważony z 7 kontrolami
     27-28PH Układ zrównoważony z 10 kontrolami
             Forsujące do końcówki, najwyżej 2LP, jeżeli ręka dwukolorowa to
             głównym kolorem są kara.
2
♥
/♠         Słabe dwa
2BA  25-26PH Układ zrównoważony, 9 kontroli
```

Inne konwencje używane w tym systemie to: Romex Gerber, Forsujące zniesienie Romexu, Romex Namyats, Romex Stayman, Romex Alfa i inne.